# Gymnobela subaraneosa
Gymnobela subaraneosa é uma espécie de gastrópode do gênero Gymnobela, pertencente a família Raphitomidae.